# ブレンナ
ブレンナ（イタリア語: Brenna）は、イタリア共和国ロンバルディア州コモ県にある、人口約2,200人の基礎自治体（コムーネ）。

## 地理

### 位置・広がり
コモ県のコムーネ。県都コモから南東へ9kmの距離にある。

#### 隣接コムーネ
隣接するコムーネは以下の通り。
- アルツァーテ・ブリアンツァ
- カントゥ
- カルーゴ
- インヴェリーゴ
- マリアーノ・コメンセ

### 地震分類
イタリアの地震リスク階級 (it) では、4 に分類される
。

## 行政

### 分離集落
ブレンナには、以下の分離集落（フラツィオーネ）がある。
- Borlasco, Olgelasca, Pozzolo Inferiore

## 姉妹都市
- Láchar、スペイン